# Шибылгинское сельское поселение
Шибылгинское се́льское поселе́ние — муниципальное образование в Канашском районе Чувашии Российской Федерации.
Административный центр — село Шибылги.

## История
Статус и границы сельского поселения установлены Законом Чувашской Республики от 24 ноября 2004 года № 37 «Об установлении границ муниципальных образований Чувашской Республики и наделении их статусом городского, сельского поселения, муниципального района и городского округа»

## Население
| 2010  | 2012  | 2013  | 2014  | 2015  | 2016  | 2017  |
| ----- | ----- | ----- | ----- | ----- | ----- | ----- |
| 1125  | ↘1103 | ↘1067 | ↘1043 | ↗1047 | ↘1035 | ↘1010 |
| 2018  | 2019  | 2020  | 2021  |       |       |       |
| ↗1021 | ↘1009 | ↘971  | ↘948  |       |       |       |

## Состав сельского поселения
| № | Населённый пункт | Тип населённого пункта       | Население |
| - | ---------------- | ---------------------------- | --------- |
| 1 | Дмитриевка       | деревня                      | →30       |
| 2 | Малая Андреевка  | деревня                      | →154      |
| 3 | Матькасы         | деревня                      | →27       |
| 4 | Новые Пинеры     | деревня                      | →130      |
| 5 | Шибылги          | село, административный центр | →784      |